# Inyección transterrestre
Una inyección transterrestre o trans-Tierra (TEI por sus siglas en inglés, "trans-Earth injection") es una maniobra de propulsión utilizada para colocar una nave espacial en una trayectoria que intersectará la esfera de influencia de la Tierra, generalmente colocando la nave espacial en una trayectoria de retorno libre.
La maniobra es realizada por un motor de cohete. La nave se encuentra generalmente en una órbita estacionaria alrededor de la Luna en el momento de TEI, en cuyo caso la quema se cronometra de modo que su punto medio esté opuesto a la ubicación de la Tierra al llegar. Las sondas espaciales no tripuladas también han realizado esta maniobra desde la Luna comenzando con el ascenso directo de Luna 16 desde la superficie lunar en 1970. En 2004, desde fuera del sistema Tierra-Luna, la misión de retorno de polvo del cometa sonda Stardust realizó TEI después de visitar el cometa Wild 2.
En las misiones Apolo, fue ejecutado por el motor del Sistema de Propulsión y Servicio (SPS) reiniciable en el Módulo de Servicio después del desacoplamiento del Módulo Lunar (LM), si se proporcionó. Una quemadura del Apolo TEI duró aproximadamente 203,7 segundos, lo que proporcionó un aumento de velocidad posgrado de 1.076 m/s. Fue realizada por primera vez por la misión Apolo 8 el 25 de diciembre de 1968.